# Großlöbichau

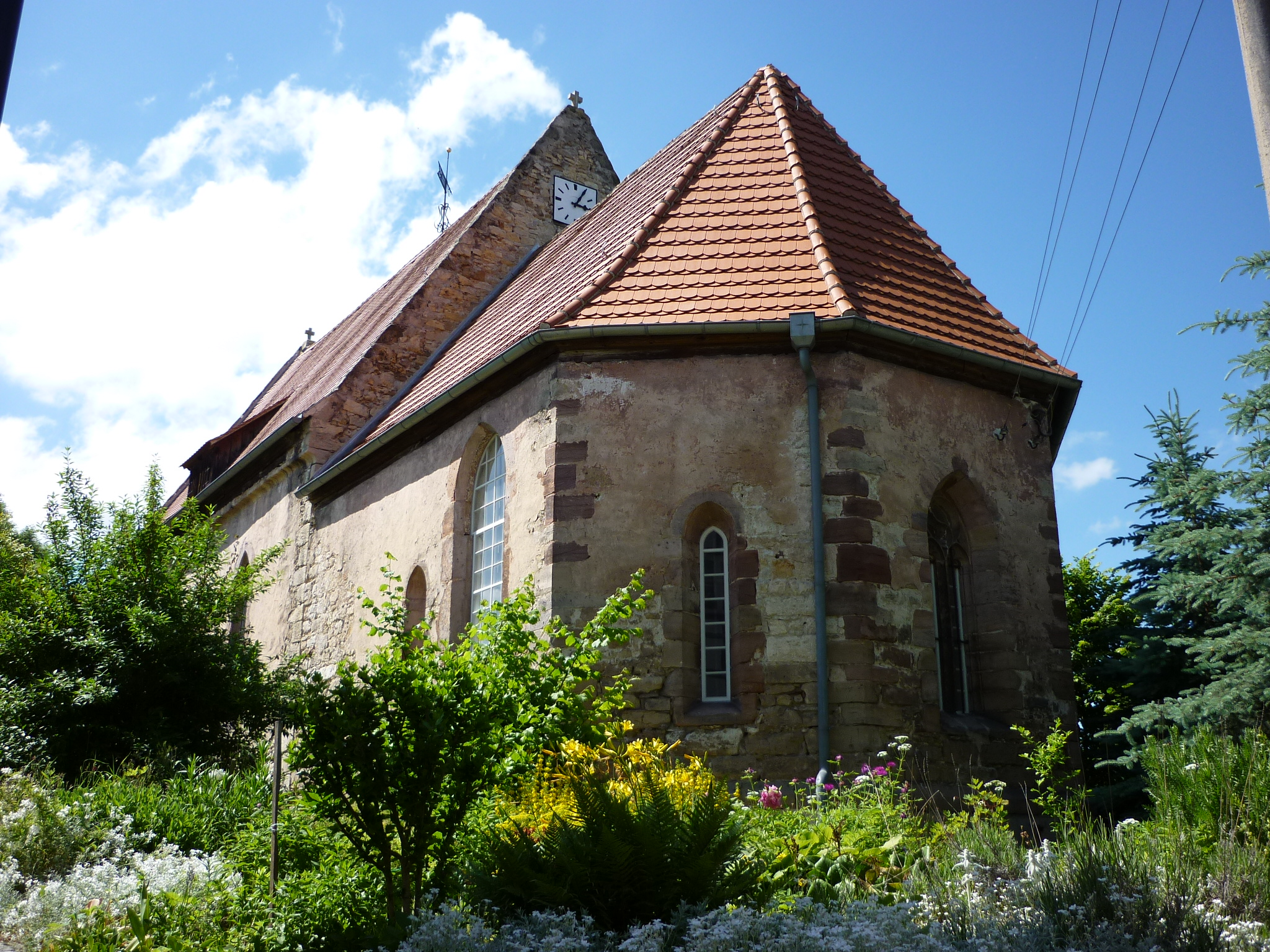
Die Kirche

Großlöbichau ist eine Gemeinde im thüringischen Saale-Holzland-Kreis und Teil der Verwaltungsgemeinschaft Dornburg-Camburg. Die Gemeinde besteht aus den Ortsteilen Großlöbichau und Kleinlöbichau.

## Lage
Großlöbichau liegt im Tal des Gembdenbaches unmittelbar östlich von Jena in Richtung Bürgel an der Bundesstraße 7. Das Tal wird nach Süden durch die bewaldeten Anhöhen der Wöllmisse und nach Norden durch den Höhenzug des Jenzig begrenzt. Die östliche Verlängerung wird im Gemeindegebiet von den Bewohnern als Gleisberg bezeichnet und setzt sich bis zum Dorlberg als nordöstliche Gemeindegrenze fort.

## Geschichte
Am 18. März 1001 wurde das Dorf erstmals urkundlich erwähnt. Im Jahre 1836 hatte der Ort, damals auch Löwichowe genannt, 209 Einwohner in 46 Häusern. Im Jahre 1833 wurde der Ort vom Herzogtum Sachsen-Gotha-Altenburg an das Großherzogtum Sachsen-Weimar-Eisenach übergeben.
Am 1. März 1951 wurde die bis dahin eigenständige Gemeinde Kleinlöbichau eingegliedert.
1998 wurde ein Heimatverein gegründet. Am 18. März 2001 feierte Großlöbichau sein 1000-jähriges Jubiläum, organisiert durch den Heimatverein, mit einem Festgottesdienst. Dazu wurde ein Gedenkstein enthüllt.

## Politik
Bürgermeister seit der Wende:
- 12.06.1994 Dieter Plog (CDU) mit 65,0 %
- 13.06.1999 Dieter Plog (CDU) mit 76,2 %
- 27.06.2004 Dieter Plog (CDU) mit 88,8 %
- 06.06.2010 Dieter Plog mit 94,2 %
- 05.06.2016 Dieter Plog mit 86,0 %
- 26.06.2022 Anja Isserstedt-Theilig mit 62,5 %

## Sehenswürdigkeiten

### Denkmale
Ein Gedenkstein auf dem Friedhof erinnert seit 1948 an die 30 ermordeten KZ-Häftlinge eines Todesmarsches, den die SS am 11. April 1945 durch den Ort getrieben hat. Sie hatten sich versteckt, wurden aufgespürt und anschließend erschossen. Seit Anfang der 1980er Jahre erinnert eine Todesmarsch-Stele gegenüber dem Ortseingang nördlich der Bundesstraße 7 unterhalb des Steinbruches an die Opfer der NS-Herrschaft.